# Acropserotarache elegantissima
Acropserotarache elegantissima là một loài bướm đêm trong họ Noctuidae.